# 121313 Tamsin
121313 Tamsin è un asteroide della fascia principale. Scoperto nel 1999, presenta un'orbita caratterizzata da un semiasse maggiore pari a 2,6458684 UA e da un'eccentricità di 0,0811810, inclinata di 1,06926° rispetto all'eclittica.